# Krenceng (Nglegok)
Krenceng is een bestuurslaag in het regentschap Blitar van de provincie Oost-Java, Indonesië. Krenceng telt 2054 inwoners (volkstelling 2010).